# Adriano Bernardini
 Adriano Bernardini  es un sacerdote y arzobispo italiano que se desempeña como Nuncio apostólico emérito en Italia.

## Formación
Nació el 13 de agosto de 1942, en Pian di Meleto, provincia de Pesaro y Urbino, Italia
Fue ordenado sacerdote el 31 de marzo de 1968. 
Tras obtener los doctorados en Teología y en Filosofía.
Ingresó en el servicio diplomático de la Santa Sede en 1973

## Actividad diplomática

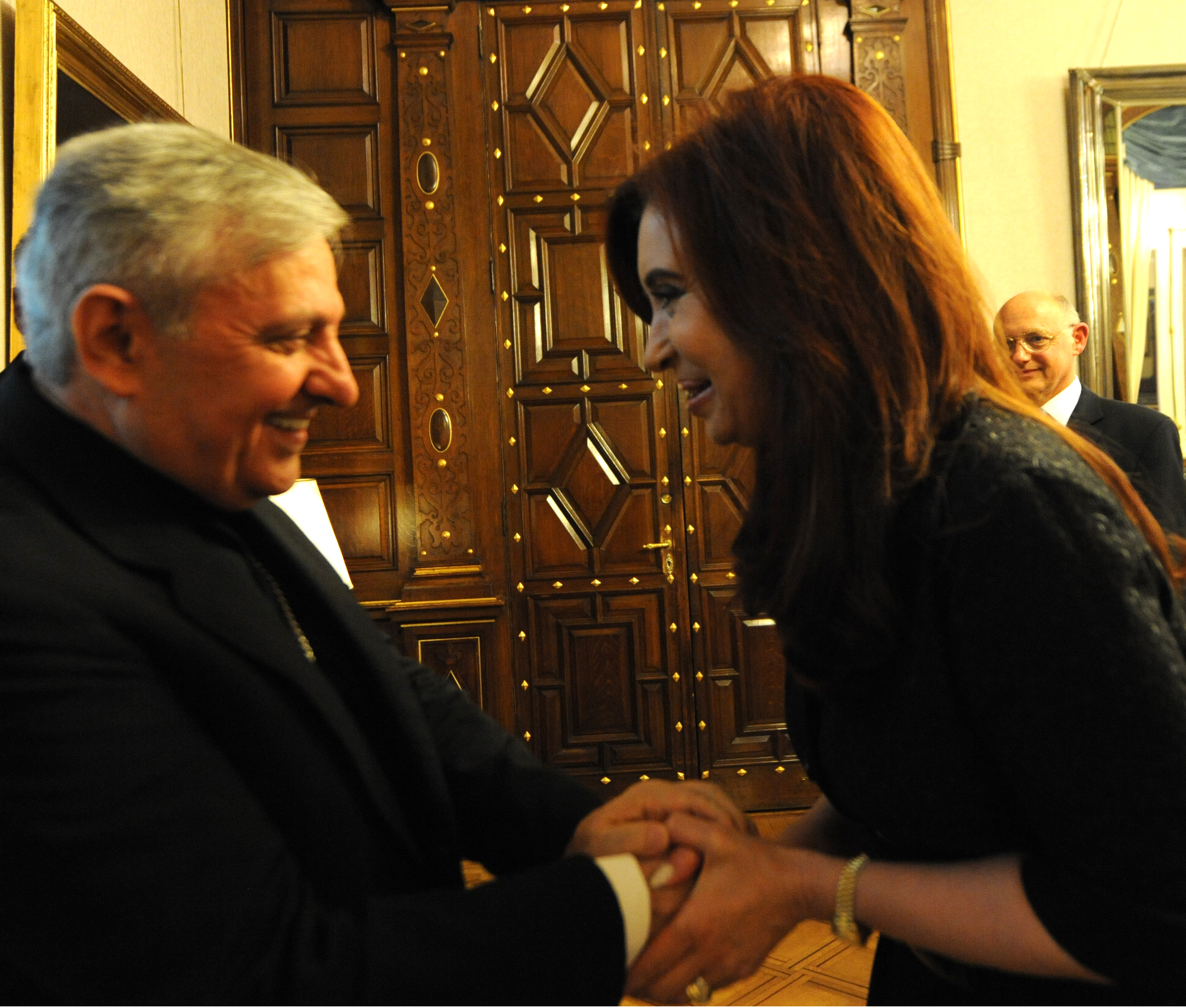
Bernardini con la ex presidenta argentina Cristina Kirchner.

Su primer encargo fue en las representaciones pontificias en Pakistán y Afganistán y luego, sucesivamente, en Angola, Japón, Venezuela y España. 
El 17 de enero de 1989 fue designado Encargado de negocios (interino) en la nunciatura apostólica en Taiwán. 
El 20 de agosto de 1992 fue nombrado nuncio apostólico en Bangladés. 
El 15 de junio de 1995, nuncio apostólico en Madagascar y en isla Seychelles, y delegado apostólico en la Reunión e Islas Comores. 
Desde el 24 de julio de 1999 es nuncio apostólico en Tailandia, Singapur y Camboya, y delegado apostólico en Birmania, Laos, Malasia y Brunéi. 
El 26 de abril de 2003 fue nombrado nuncio apostólico en la Argentina, permaneció en el cargo hasta el 12 de diciembre de 2011 cuando fue nombrado por el papa Benedicto XVI nuncio en Italia.
El 8 de agosto de 2017 fue nombrado miembro de la Congregación para la Evangelización de los Pueblos.